# Романовское муниципальное образование (Фёдоровский район)
Романовское муниципальное образование — упразднённое сельское поселение в Фёдоровском районе Саратовской области Российской Федерации.
Административным центром и единственным населённым пунктом поселения было село Романовка.

## История
Статус и границы сельского поселения установлены Законом Саратовской области от 27 декабря 2004 года № 107-ЗСО «О муниципальных образованиях, входящих в состав Фёдоровского муниципального района».
Законом Саратовской области от 22 апреля 2016 года № 45-ЗСО, были преобразованы, путём их объединения, Калужское и Романовское муниципальные образования — в Калужское муниципальное образование, наделённое статусом сельского поселения, с административным центром в селе Тамбовка.

## Население
| 2010 | 2011 | 2012 | 2013 | 2014 | 2015 | 2016 |
| ---- | ---- | ---- | ---- | ---- | ---- | ---- |
| 848  | ↘844 | ↗849 | ↘845 | ↗847 | ↗863 | ↗874 |

## Состав сельского поселения
| № | Населённый пункт | Тип населённого пункта       | Население |
| - | ---------------- | ---------------------------- | --------- |
| 1 | Романовка        | село, административный центр | ↗863      |